# Comano TI
| TI ist das Kürzel für den Kanton Tessin in der Schweiz. Es wird verwendet, um Verwechslungen mit anderen Einträgen des Namens Comano zu vermeiden. |

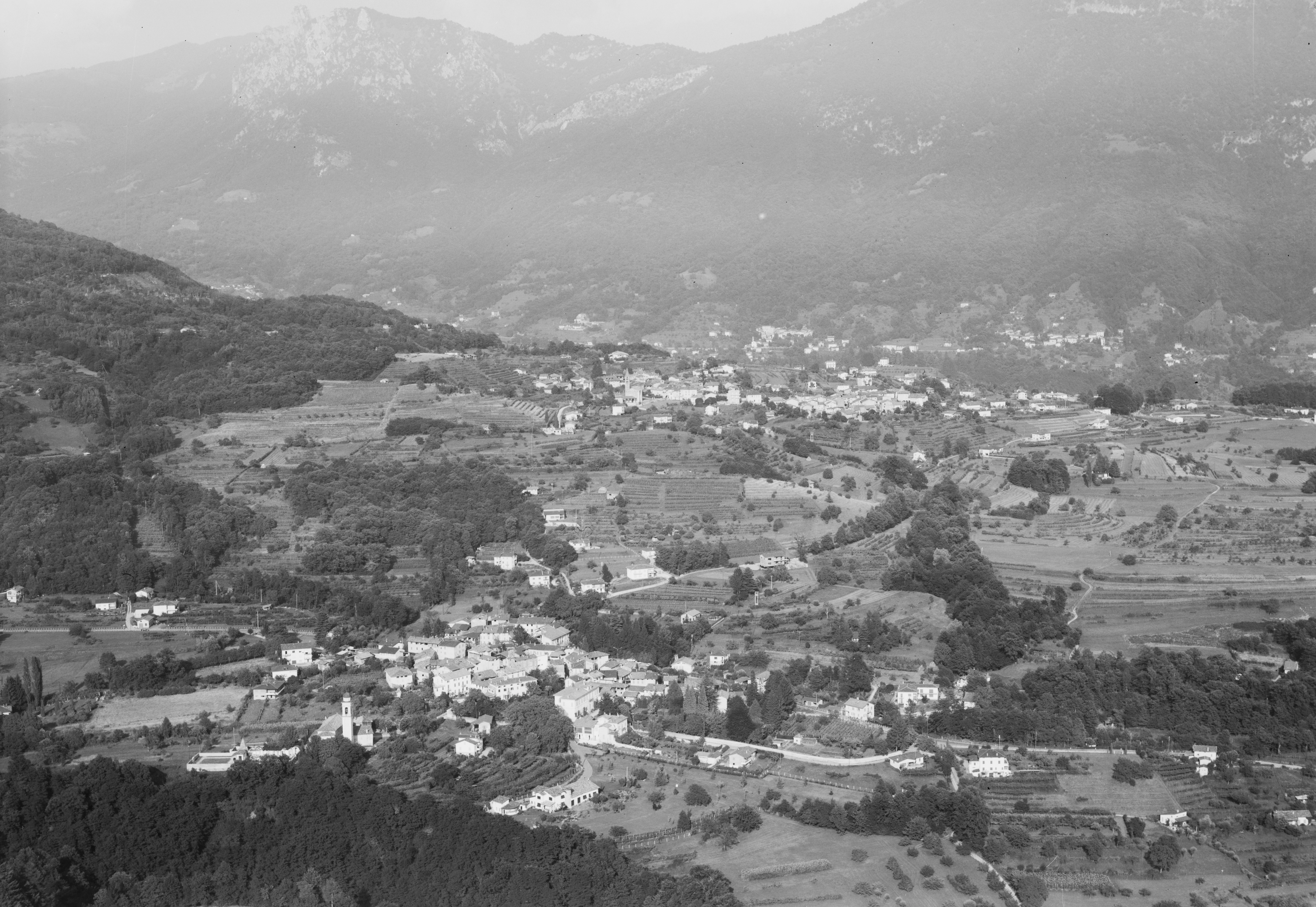
Comano und Cureglia im Vordergrund. Historisches Luftbild von Werner Friedli (1964)

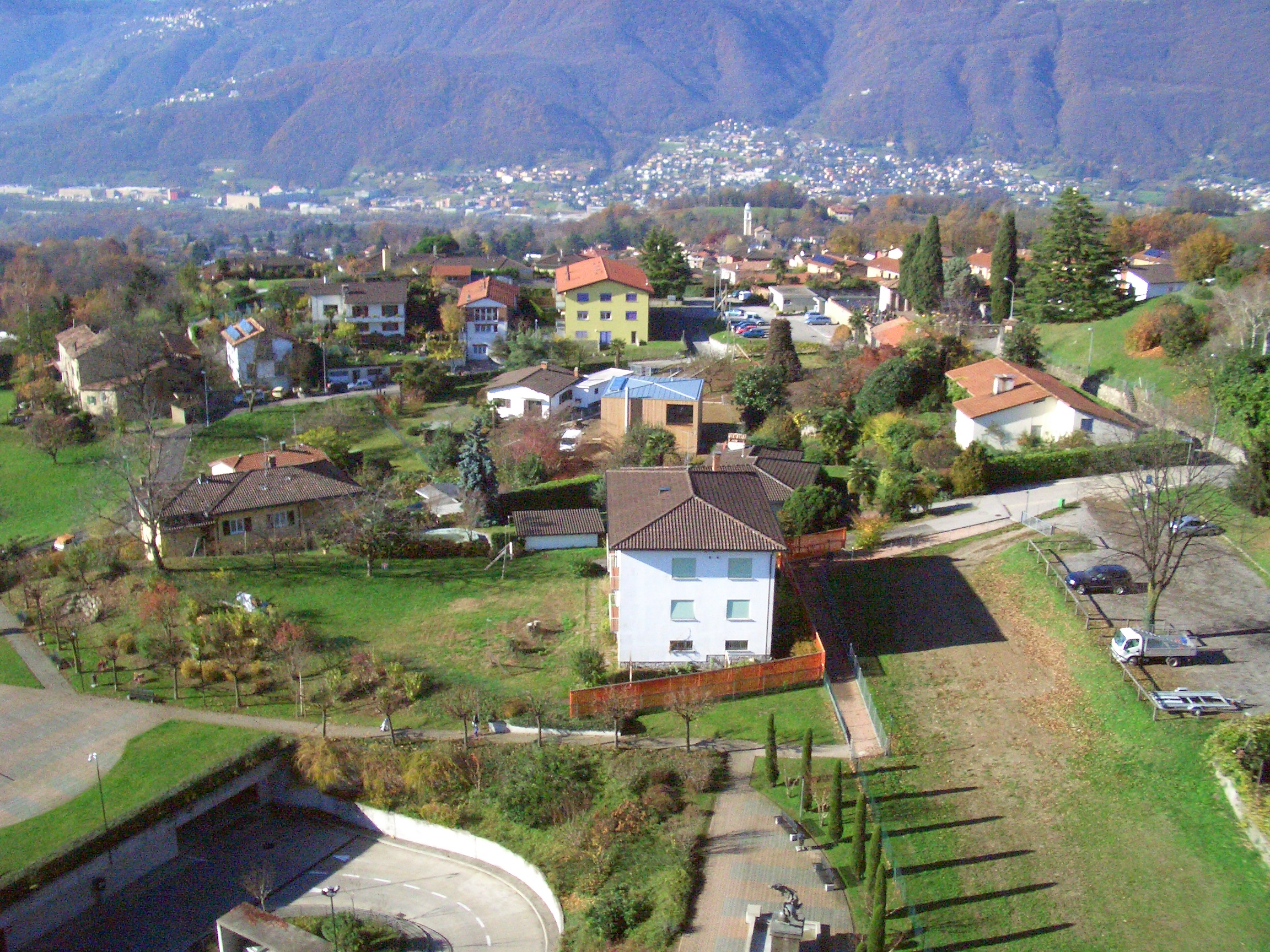
Comano Richtung Friedhof (2010)

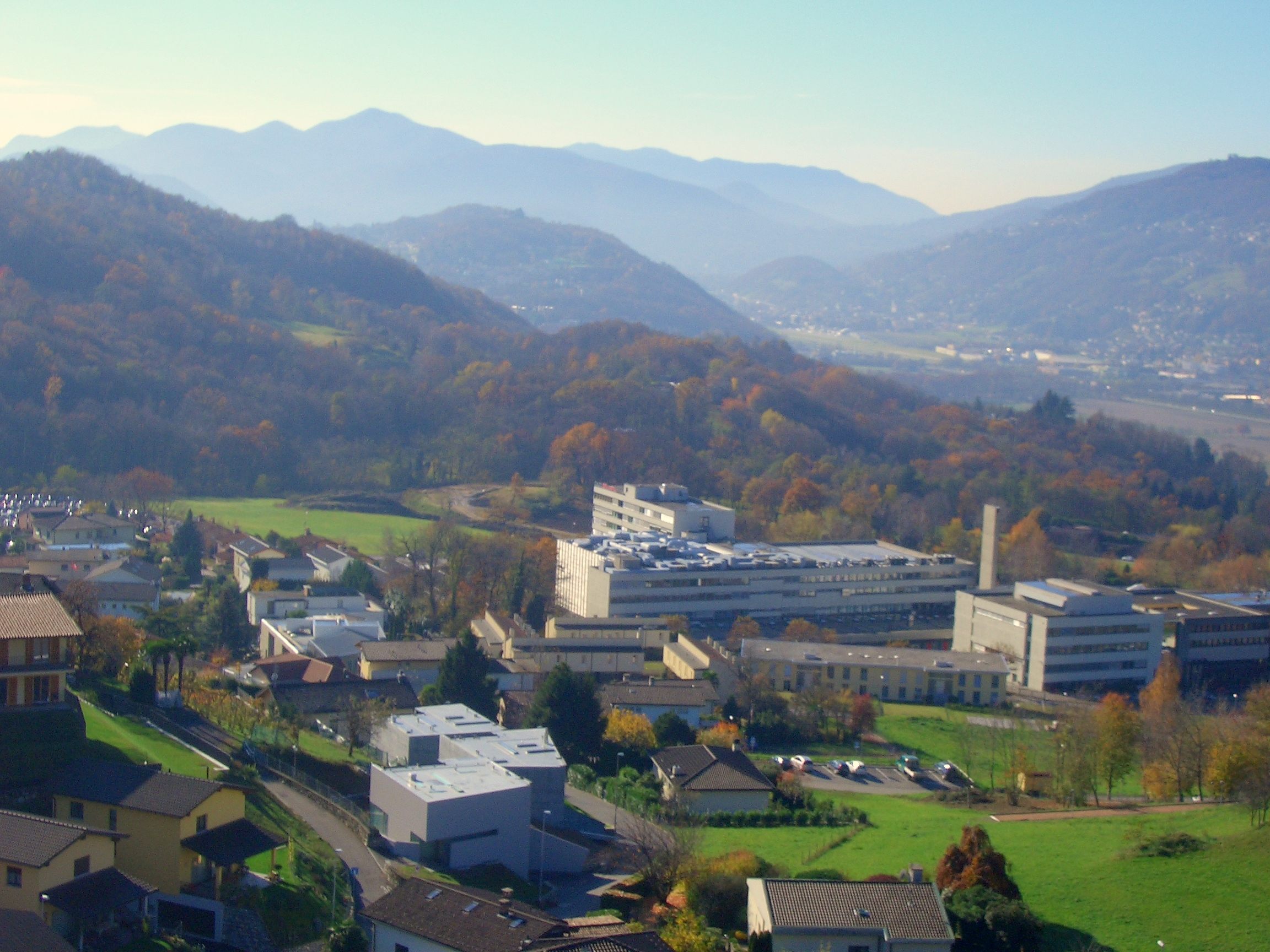
Radiotelevisione della Svizzera italiana

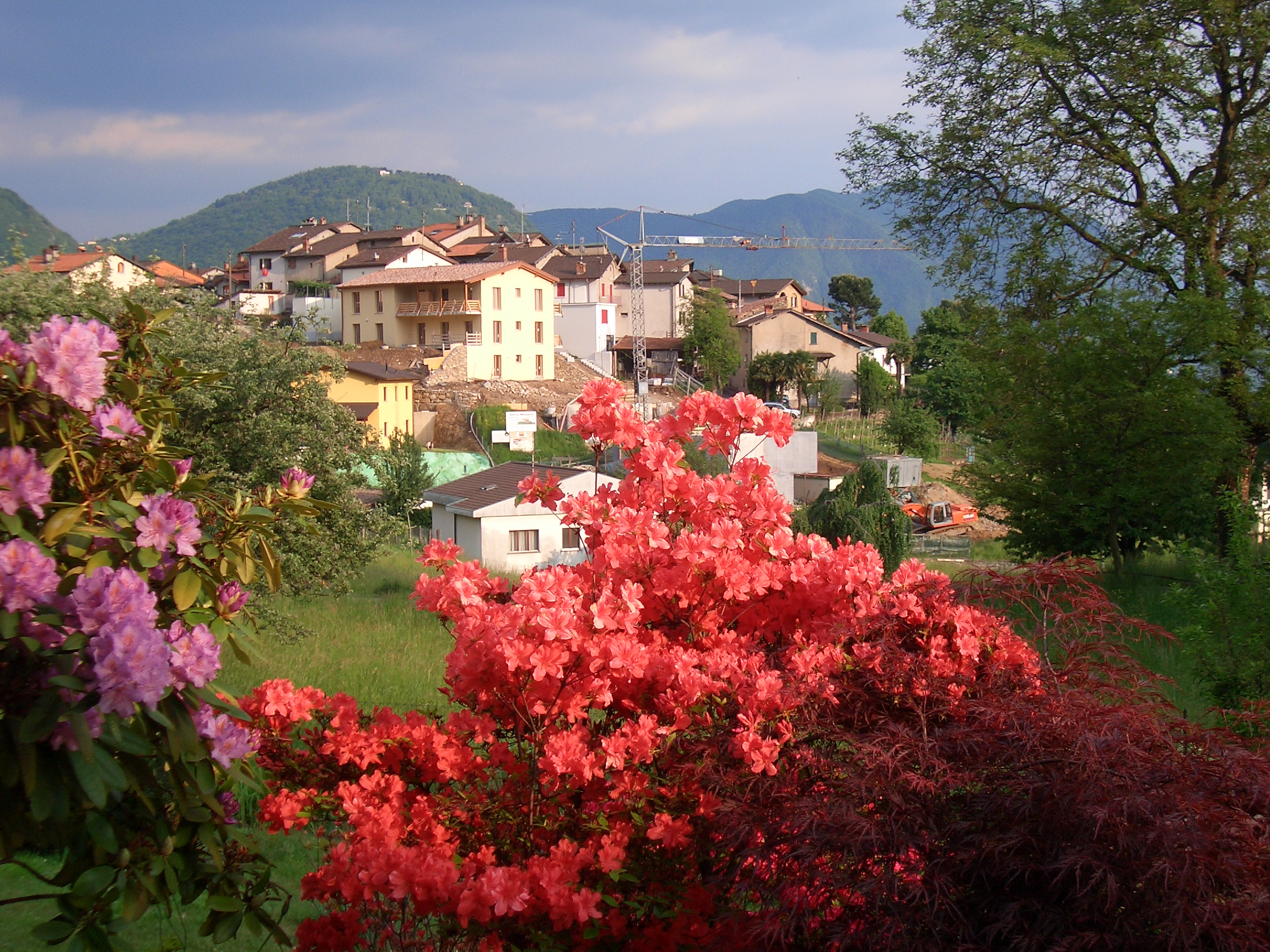
Comano, Tera d’Sott mit Monte Brè im Hintergrund

Comano ist eine politische Gemeinde im Kreis Vezia, im Bezirk Lugano des Kantons Tessin in der Schweiz.

## Geographie
Das Dorf liegt auf einer Höhe von 511 m ü. M. auf einer Hügelterrasse im Nordwesten Luganos. Die Nachbargemeinden sind im Norden Origlio und Capriasca, im Osten Canobbio, im Süden Porza und im Westen Cureglia.

## Geschichte
Im Jahr 1159 wird das Dorf erstmals als Cumano schriftlich erwähnt. Im Mittelalter besass hier das Kloster San Pietro in Ciel d’Oro von Pavia eine Hube (mansus) mit Wiesen, Feldern und Rebbergen. Die Kirche Santa Maria della Purificazione wurde im Jahr 1359 geweiht. 1976 wurden die Studios des Fernsehens der italienischsprachigen Schweiz (Televisione svizzera di lingua italiana) nach Comano verlegt. Comano bildet nach wie vor eine eigenständige Bürgergemeinde.

## Bevölkerung
Einwohnerzahlen: Volkszählungsdaten

## Sehenswürdigkeiten
- Pfarrkirche Santa Maria della Purificazione (erwähnt 1359)[8][9]
- Oratorium Santi Rocco und Sebastiano, im Ortsteil Ca’ d’sott (erbaut 1671)[8]
- Oratorium San Bernardo, auf dem Hügel San Bernardo, und Kreuzweg des Bildhauers Nag Arnoldi[8]
- Wohnhaus San Carlo, in Strécia di Wiss, ehemaliges Ospizio, begründet 1627, heute in privatem Besitz[8]
- Zentrum RSI (Radiotelevisione svizzera di lingua italiana), in Via Cureglia[8]
- Verschiedene Statuen des Bildhauers Nag Arnoldi und sein Atelier[8]
- Schalenstein (Kennzeichenstein) im Ortsteil Preda piatta sotto an der Grenze der ehemaligen Gemeinden Origlio und Vaglio TI (620 m ü. M.)[10]

## Sport
- Associazione Sportiva Comano[11]